# Gué barré cramponné
 (minuscule : ) appelé gué barré cramponné, est une lettre additionnelle de l'alphabet cyrillique qui a été utilisée pour la transcription de la langue nivkhe. Elle se présente comme un gué majuscule barré horizontalement (ou un ghaïn) dont le pied est diacrité  d'un cramponné. 

## Utilisation
Le gué barré cramponné est parfois utilisé dans l’écriture du nivkhe, comme variante du gué barré crocheté ‹ Ӻ, ӻ ›,.

## Représentation informatique
Cette lettre ne possède de caractères Unicode qui lui sont propres. En théorie, il est possible d’utiliser les caractères de la lettre gué barré crocheté ‹ Ӻ, ӻ › avec des polices ou applications adaptées dans lesquelles ceux-ci ont la forme du gué barré cramponné.
| formes    | représentations | chaînes de caractères | points de code | descriptions                                    |
| --------- | --------------- | --------------------- | -------------- | ----------------------------------------------- |
| capitale  |                 | —                     | —              | lettre majuscule cyrillique gué barré cramponné |
| minuscule |                 | —                     | —              | lettre minuscule cyrillique gué barré cramponné |
| capitale  | Ӻ               | Ӻ                     | U+04FA         | lettre majuscule cyrillique gué barré crochet   |
| minuscule | ӻ               | ӻ                     | U+04FB         | lettre minuscule cyrillique gué barré crochet   |